# Исагулян, Гарник Самвелович
Га́рник Самве́лович Исагуля́н (арм. Գառնիկ  Իսագուլյան, 10 июня 1960, Ереван, Армянская ССР, СССР) — армянский политический деятель, бывший советник президента по вопросам национальной безопасности.

## Образование
- Окончил Ереванский Государственный Университет, по специальности физик.

## Краткая деятельность
- Был членом КПСС.
- Работал учителем средней школы № 2 Масиса.
- 1990-1995 - был депутатом Верховного Совета Армении, входил во фракцию АРФД.
- 9 апреля 2004 назначен советником президента по вопросам национальной безопасности.
- Руководитель партии "Национальная безопасность"[1]